# Aanval op Halle (1580)
De Aanval op Halle vond plaats op 9 en 10 juli 1580 onder leiding van de staatse Olivier van den Tympel, de burggraaf van Brussel.
Na de verovering van Mechelen probeerde Van den Tympel met Staatse troepen van Willem van Oranje hetzelfde met het toen Henegouwse, nu Vlaams-Brabantse stadje Halle. De bedoeling was de konings- en Spaansgezinden te bestrijden, de hele omgeving van Brussel aan te sluiten bij de onafhankelijkheidsgezinde Nederlanden en buit te vergaren die in het katholieke bedevaartsoord Halle te wachten lag. De verrassingsaanval liep uit op een mislukking. Op 9 juli raakten ze de stad niet in omdat hun ladders te kort waren. Per vergissing hadden de belegeraars Henegouwse voeten voor de kleinere Brabantse gehouden. De volgende dag werden ze afgeweerd omdat de stad een tweede aanval verwachtte en voorbereid was.
Een gedenkplaat boven een nis met kanonskogels die herinneren aan het beleg van Halle in 1489 door Filips van Kleef, in de zuidelijke muur onder de toren van de Sint-Martinusbasiliek, gedenkt het feit. Op de plaat in de vorm van een kapiteel staan "9 en 10 julet 1580" en twee ladders afgebeeld.